# Kabinett Tschütscher
Das Kabinett Tschütscher war vom 25. März 2009 bis zum 27. März 2013 die 35. Regierung des Fürstentums Liechtenstein unter Vorsitz von Klaus Tschütscher in seiner einzigen Amtszeit als Regierungschef.
Nach der Landtagswahl am 8. Februar 2009 bildeten die Vaterländische Union (VU) und die Fortschrittliche Bürgerpartei (FBP) eine Koalitionsregierung, die im Landtag des Fürstentums Liechtenstein zusammen 24 der insgesamt 25 Sitze einnahm.
Für nach dem 18. März 1965 gebildete Regierungen gilt gemäss Artikel 79 der Verfassung des Fürstentums Liechtenstein, dass sie stets fünfköpfige Kollegialregierungen sind, bestehend aus einem Regierungschef als primus inter pares und vier Regierungsräten, von denen einer zum Regierungschef-Stellvertreter bestimmt wird. Aus jedem der beiden Landschaften Oberland und Unterland müssen wenigstens zwei Regierungsmitglieder kommen. Ernannt und entlassen werden sie vom Landesfürsten, die reguläre Amtsperiode beträgt vier Jahre.
Die Ernennung und Entlassung des Kabinetts Klaus Tschütscher erfolgte durch Erbprinz Alois, der seit dem 16. August 2004 als Prinzregent für den Landesfürsten Hans-Adam II. fungiert.

## Kabinettsmitglieder
| Ressort                                                      | Bild | Name                             | Partei | Partei    | Stellvertreter    | Partei | Partei |
| ------------------------------------------------------------ | --- | -------------------------------- | ------ | --------- | ----------------- | ------ | ------ |
| Regierungschef                                               | | Klaus Tschütscher                |        | VU        | Hubert Büchel     |        | VU     |
| Präsidium, Finanzen, Familie und Chancengleichheit           | | Klaus Tschütscher                |        | VU        | Hubert Büchel     |        | VU     |
| Regierungschef-Stellvertreter                                | | Martin Meyer                     |        | FBP       | Mauro Pedrazzini  |        | FBP    |
| Wirtschaft, Bau und Verkehr                                  | | Martin Meyer                     |        | FBP       | Mauro Pedrazzini  |        | FBP    |
| Gesundheit, Soziales, Umwelt, Raum, Land- und Waldwirtschaft | | Renate Müssner                   |        | VU        | Andrea Klein      |        | VU     |
| Inneres, Bildung und Sport                                   | | Hugo Quaderer                    |        | VU        | Roland Moser      |        | VU     |
| Äusseres, Justiz und Kultur                                  | | Aurelia Frick                    |        | FBP       | Patrick Schürmann |        | FBP    |
| Regierungssekretär                                           | Bild gesucht Der Benutzer Förkle ( Plauderstube ) • JWP wünscht sich an dieser Stelle ein Bild. Falls du dabei helfen möchtest, erklärt die Anleitung , wie das geht. | Norbert Hemmerle bis 1. Mai 2011 |        | parteilos |                   |        |        |
| Leiter der Regierungskanzlei                                 | Bild gesucht Der Benutzer Förkle ( Plauderstube ) • JWP wünscht sich an dieser Stelle ein Bild. Falls du dabei helfen möchtest, erklärt die Anleitung , wie das geht. | Horst Schädler ab 1. Mai 2011    |        | parteilos |                   |        |        |